# Giorgio Soavi
Giorgio Soavi (Broni, 26 novembre 1923 – Milano, 1º dicembre 2008) è stato uno scrittore, poeta e giornalista italiano.

## Biografia
Nacque a Broni, una cittadina dell'Oltrepò pavese, nel 1923; giovanissimo, appena ventenne, aderì alla Repubblica di Salò, poi presa coscienza dell'inutile sacrificio, decise di disertare quasi subito.
Questo dramma interiore, "la guerra d'altra parte" lo racconterà nel libro Un banco di nebbia, dove traccia con amarezza e ironia il percorso esistenziale e civile di una generazione e com'ebbe a dire, definendo l'opera «la storia di chi, vivendo in modo incolpevole e felice, può trovarsi da una parte sbagliata o colpevole». 
Nel romanzo Gli amici malati di nervi del 1953 disegna una generazione d'intellettuali che si sentono estranei ai fermenti postbellici insoddisfatti nell'intimo e che avvertono come inutile l'impegno artistico sul quale hanno posto le loro ambizioni e inutili speranze.
Nel dopoguerra Soavi, a solo 22 anni, ebbe anche una fugace esperienza nel mondo dello spettacolo come cantante al Grande caffè Berardi di Roma.
Per un breve periodo si trasferì a Firenze dove iniziò a lavorare come correttore di bozze alla rivista di Alessandro Bonsanti "Il Mondo" su cui scrivevano Eugenio Montale e Carlo Emilio Gadda. Coltivò una grande e duratura amicizia sia con lo scultore svizzero Alberto Giacometti a cui dedicò, per la mostra milanese del 2000 una monografia Alberto Giacometti: Il sogno di una testa, sia con Balthus con il quale condivise lunghi soggiorni nel suo chalet svizzero di Rossinière.
Le raccolte di poesie La moglie che dorme del 1963 e Poesie per noi due del 1972 vennero illustrate da Renato Guttuso.
Agli inizi degli anni Cinquanta Soavi fu chiamato assieme ad altri intellettuali dall'industriale Adriano Olivetti a lavorare per la sua azienda alla rivista Comunità e gli commissionò straordinarie opere d'arte da Mino Maccari a Morlotti, Cassinari, Viviani, Sutherland, Delvaux.
Al mecenate, oltre che sposarne la figlia Lidia (dalla quale ebbe due figli, Albertina restauratrice ed esperta d'arte e il regista Michele), dedicò un romanzo Il conte finalista del Campiello 1983  ed una biografia Adriano Olivetti: Una sorpresa italiana (2002), che si aggiudicò il Premio Biella Letteratura e Industria.
Collaborò per diversi anni al quotidiano Il Giornale, nome inventato proprio da Soavi, dopo avere riso in faccia a Montanelli che voleva chiamarlo "La Posta", che seguì anche nella sfortunata avventura della Voce; la loro amicizia era di vecchia data, nata in un incontro un po’ burrascoso alla fine degli anni Cinquanta nella celebre trattoria milanese Bagutta. Ogni qualvolta litigavano in riferimento al passato di disertore del Soavi, Montanelli gli rivolgeva un rimprovero «Tu sei funesto e imprevedibile. In che mondo viviamo! Non ci si può fidare nemmeno dei disertori». Soavi gli dedicò una monografia Indro. Due complici che si sono divertiti a vivere e a scrivere, Longanesi 2002.
C'è da segnalare negli ultimi anni un'interessante collaborazione epistolare con l'attore Vittorio Gassman raccontata nel libro Lettera d'amore sulla bellezza (1996), i racconti erotici inediti Goccioline, pubblicati nel 1999 dall'editore ES di Milano
e la raccolta di poesie Nella tua carnagione, pubblicato nel 2005 e che si ispira ad un celebre quadro del pittore Hans Baldung Grien: Eva, il Serpente e la Morte, 1525.

## Opere principali

### Narrativa
- Le spalle coperte, Neri Pozza 1951;
- Un banco di nebbia, Mondadori 1955;
- Gli amici malati di nervi, Mondadori 1957;
- Fantabulous. Racconti americani, Mondadori 1962, Longanesi 1970;
- Gioia mia, Longanesi;
- Com'è una ragazza Lonagnesi 1964
- Sirena, Longanesi 1966;
- Virus, Longanesi 1967;
- Memorie di un miliardario, Milano 1975,
- Sogni di gloria, Rizzoli 1980;
- Un amore a Capri, Rizzoli 1981;
- Il Conte, Longanesi 1983,
- Passioni. Tre storie da romanzo, Camunia 1993;
- Goccioline, ES 1999;

### Poesia
- I genitori a teatro, Edizioni della Meridiana 1953;
- L'America tutta d'un fiato, Mondadori 1959;
- La moglie che dorme, Mondadori 1963;
- Poesie per noi due con disegni di Renato Guttuso, Longanesi 1972;
- Che amore e', Garzanti 1988;
- Femminile. Poesie descrittive, ES 2002.
- Nella tua carnagione, ES 2005.

### Saggi
- Un viaggio importante [prefazione a America America di Elia Kazan, Mondadori 1963]
- Il fulmine Raffaele, Tipografia Scotti 1964, All'insegna del pesce d'oro 1973;

Se ne conosce anche una bella
edizione della Schena editrice 1995
- Il mio Giacometti, All'insegna del pesce d'oro 1966;
- Storia con Sutherland, All'insegna del pesce d'oro 1968;
- Protagonisti. Giacometti, Sutherland, De Chirico, Longanesi 1969
- Vita, anche sentimentale, di Folon, Milano Libri 1970
- I luoghi di Graham Sutherland, Ambra 1973
- Disegni di Giacometti, Domus 1973
- Picasso & C. Ritrattini di pittori scritti per una trasmissione della televisione della Svizzera italiana, All'insegna del pesce d'oro 1975
- Tenero è il mostro, Rizzoli 1977
- Nei luoghi di Guttuso. Viaggio in Sicilia, Roma e Velate, May 1979;
- Italiani anche questi, Rizzoli 1979;
- Ma Picasso era bravo? Trentadue opere di Pablo Picasso, Longanesi 1981;
- Picasso. 347 immagini erotiche, Mazzotta 1982;
- La polvere di Morandi, Officine Grafiche Elli e Pagani 1983;
- Le mele d'oro. Piccoli dipinti di Carlo Mattioli, All'insegna del pesce d'oro 1984;
- Disegni e incisioni di Gianfranco Ferroni, Olivetti 1984;
- Il quadro che mi manca, Garzanti 1986;
- Piero Guccione. Dopo il vento d'occidente, Galleria d'arte Il Gabbiano 1986;
- Ferdinando Botero, Fabbri 1988;
- Guardando i quadri dei pittori contemporanei, Einaudi 1991;
- Vangi. Terrecotte, Edizioni Bambaia 1991;
- Ettore Sottsass. Acquarelli, Archivolto/Antonia Jannone1994;
- Armodio. Il mestiere dei libri da Casanova a Armodio, Galleria Braga 1994;
- Fabio Aguzzi, Grafiche Antiga 1995;
- Giorni felici con Balthus, Allemandi 1996;
- Igor Mitoraj. Sculture, Contini & Vecchiato Galleria d'arte 1997;
- Viaggio in Italia di Francis Bacon, Allemandi 1998;
- Il quadro delle patate, Guanda 1994;
- Lettere d'amore sulla bellezza, con Vittorio Gassman, Longanesi 1996;
- Armodio, Skira 1997;
- Alberto Giacometti. Il sogno di una testa, Mazzotta 2000;
- Fabio Aguzzi. Parliamo di scope a Venezia, Galleria d'arte Contini 2000;
- Adriano Olivetti: una sorpresa italiana, Rizzoli 2001;
- Con Balthus, Skira 2001;
- Indro. Due complici che si sono divertiti a vivere e a scrivere, Longanesi 2002;
- Ecco le nuvole. Dipinti di Renato Balsamo, Alberto Bertoldi, Maurizio Bottoni, John Constable, J.M.W. Turner, 2002;
- Il sapore di quelle bocche. Sculture di Mitoraj, Skira 2003;
- Agostino Arrivabene. Paesaggi, Antonia Jannone 2003.